# 「彼の法」集団
「彼の法」集団（かのほうしゅうだん）は、13世紀前半から14世紀前半にかけて、荼枳尼天を本尊とし、「髑髏本尊」などの性的儀式を信奉した日本の密教集団。本来の名称が不明なため、宗教学研究者の彌永信美が便宜上このように命名した。この他、真言宗醍醐派の学僧柴田賢龍による、内三部経流（ないさんぶきょうりゅう）という名称もある。
真言立川流の心定（1215年 - ?）は、「彼の法」集団を邪教と批判し、『受法用心集』（文永5年（1268年））を著して髑髏本尊などの儀式の詳細を明らかにし、これを糾弾した。ところが、恵海『破邪顕正集』（弘安4年（1281年））によって、「彼の法」集団と立川流が混同されるようになり、「彼の法」集団を批判した心定を含む立川流の側が、逆に淫祠邪教と誤認されるようになってしまった。さらに、高野山教学の大成者である宥快（1345年 - 1416年）の『宝鏡鈔』（天授元年/永和元年（1375年））によって、後醍醐天皇側近の学僧文観房弘真（1278年 - 1357年）に結び付けられるようになった。しかし、実際には、「彼の法」集団（髑髏本尊の教団）・真言立川流・文観派、これらの三者は、互いに全く異なる集団である。また、真言宗醍醐派から独立した宗教法人真如苑は総本部を東京都立川市においているが真言立川流や「彼の法」集団とは全く関係がない。
なぜ、宥快がこのようなことを行ったかについては、諸説ある。彌永の主張によれば、当時北朝の新進気鋭の学僧だった宥快が、南朝の実力者で巨大な権勢を持つ文観の一派を退けるため、言うなれば「真言密教界の南北朝内乱」に勝利するために、これらの弱小集団を身代わりの生贄にして「文観派＝立川流＝髑髏本尊を崇め性的儀式を行う「彼の法」集団」という図式を作り、文観派排除を図ったのだという。一方、フランス出身の宗教学研究者ガエタン・ラポーの説では、政治闘争が動機とする点では彌永と同じだが、特に文観個人を狙った訳ではなく、敵対派閥を一緒くたにしてまとめて批判したのであるという。また、ラポーによれば、中身の分析による異端批判ではなく、目録による異端批判という宥快の技法は、以降の異端批判の手法にも影響を与えたという。

## 名称
本項目では、「髑髏本尊」などの性的儀式を信じた密教の一派とその影響について記述するが、この一派が本来なんという名前だったのかは不明である。そもそも名前を持たなかった可能性もある。たとえば、近い時代に両部神道や伊勢神道等の巨大な宗教思想運動があったが、これらの名前は後から付けられた名称で、当時の人は特に決まった名称を用いていなかった。
2018年時点で、この一派はしばしば、真言宗の蓮念（仁寛）と見蓮を祖とする法流である立川流と混同される。「彼の法」集団という名称は、本来の立川流と区別するために、2018年に仏教学者の彌永信美が論文「いわゆる「立川流」ならびに髑髏本尊儀礼をめぐって」（『智山学報』第67巻）で提唱した呼称である。このように名付けられた理由は、この集団に関する唯一の信頼できる情報源『受法用心集』で、一貫して「彼の法」「此の法」と呼ばれているからである。その他、いわゆる「立川流」や「いわゆる」付きの「立川流」と彌永は呼称する。
また、彌永以前にも、2008年に、真言宗醍醐派の阿闍梨（師僧）・学僧である柴田賢龍が、本来の立川流と髑髏本尊の教団を区別するために、ブログ上で内三部経流という名称を提唱した。このように名付けた理由として、柴田は、一つ目には髑髏本尊の教団が根本文献に「内三部経」という題の経典を用いていたこと、二つ目には沙門某による心定『受法用心集』への小序（文永9年（1272年）9月27日）に「爰（ここ）に邪法あり。内三部経と名（なづ）く」とあることを挙げている。
以下、本項目では、便宜上、「彼の法」集団と統一して呼称する。

## 歴史

### 起源
「彼の法」集団は、おそらく13世紀前半に成立したと思われるが、その起源は正確にはわからない。立川流の心定（1215–?）によれば、「彼の法」集団は田舎真言師の一派（「都鄙の間、田舎の間」）、つまり正規の真言僧ではなく、民間信仰のシャーマン的な人間によって作られたのではないか、という。実際、「彼の法」集団の「血脈」（けちみゃく、後述）は真言密教的に有り得ないものとなっており、彌永によれば真言宗を聞きかじって憧れを抱き真似しただけの素人が作ったかのようにも見えるという。
彌永信美は一方で、創始者は密教へ深い知識を持った人物だった可能性もまた考えられるとする。唐代（618–907年）の『大佛頂廣聚陀羅尼經』に髑髏を使った儀式の記述があり、おそらくこの経典の内容を読んだ、もしくはまた聞きした人間が中心にいたのではないか、という。この経典の髑髏儀式には性的な内容は直接には含まれていないが、男女の髑髏について有用性の違いが述べられており、この箇所は解読が難しいので、あるいは性的な内容にも誤読されることも有り得るかもしれないと述べる。つまり、民間のシャーマンのように無学な存在ではなく、この経典の内容に触れ得るほど仏典に精通した人物によって創立された可能性もまた捨てきれないという。
また、彌永によれば、性的儀式に関しては、中世密教の「赤白二渧論」と「胎内五位説」から発展したという。
彌永によれば、これらの髑髏儀式と性的儀式の二つを組み合わせて成立したのが「彼の法」集団である。13世紀当時、髑髏を使う儀式と性的儀式それぞれ単体は、この集団以外にも行う一派があった。「彼の法」集団の特徴は、両方を組み合わせたので、「エロスとタナトス」的な不気味さが感じられることであるという。また、普通の「異端」宗教は性的儀式を「含む」ことが批判される（それが批判者からの誹謗中傷であるかどうかはともかく）のに対し、「彼の法」集団は性的儀式を単に含むだけではなく中心的な儀式として用いた（と批判された）のも固有の特徴である、とする。
密教には、血脈（けちみゃく）といって、師弟関係の歴史を記録した系図がある。しかし、「彼の法」集団の血脈は、真言僧や仏教学者が見れば捏造と判断されるほど錯乱した系図になっている。しかも、「彼の法」集団は「灌頂の血脈」と「三経一論の相承血脈」という二つの血脈を相伝するが、このような流儀は正統な真言密教には存在しない。この点もまた、真言宗醍醐派三宝院の流れを汲む格式ある血脈を備える本物の立川流とは対照的な部分である。
なお、「彼の法」集団の性的儀式を解釈する上では、当時の人の感覚では性行為がどのように捉えられていたかについても注意する必要がある。彌永の主張によれば、奈良時代から江戸時代末期までの日本では、性について語ったり他人に見せたりすることは、笑いの一種として捉えられていたという。たとえば、平安時代後期に書かれた藤原明衡『雲州消息』では、伏見稲荷の祭りで、男女の芸人が見世物の一環として「交接」をして観衆の哄笑を誘ったと記録されている。

### 隆盛と没落
彌永によれば、その後、13世紀中盤から後半という時期に「彼の法」集団は最盛期を迎えたのではないかという。
例えば、無住の『雑談集』（嘉元3年（1305年））巻第6の「菩薩戒徳事」によれば、ある女人が病を治そうとして髑髏を用いる儀式の僧侶に頼んだが一向に治らない、そこで円爾（聖一国師、1202–1280年）から正しい菩薩戒を受けると完治した、という。
また、広橋経光（1213年 - 1274年）の日記『民経記』文永4年（1267年）11月24日条によれば、太政大臣西園寺公相の葬式があった夜、何者かが公相の遺体から首を刎ねて持ち去ったという。そして、当時、世間には「髑髏法之上人」（髑髏の儀式を行う僧侶）が溢れかえっており、彼らに容疑がかかっていたという。『民経記目録』によれば、この事件にもかかわらず、翌年の文永5年（1268年）8月6日にはまだ髑髏法儀軌（ぎき、儀式）が世間にはびこっていたが、その箇所の日記本文は現存しないため、詳細は不明。この事件は、14世紀の歴史文学である『増鏡』（流布本系統）にも採取されている。この事件の髑髏法之上人が、「彼の法」集団と同じ団体かはわからないが、13世紀に髑髏を使う呪法が流行していた証の一つではある。
同様に、ほぼ同じ文永5年（1268年）、後に天台座主（最高位の僧侶）となる道玄（1237年 - 1304年）が、『髑髏法邪正記』を著し、天台宗の立場から髑髏法を非難した。
こうして髑髏法批判が高まる風潮の中で、同じ文永5年（1268年）、真言立川流の心定（1215–?）が『受法用心集』を著し、「彼の法」集団が崇める「髑髏本尊」という性的儀式を厳しく批判した。なお、著者の心定は立川流の信奉者であり、数え25歳の時に立川流の秘書（奥義書）は全て書写したと述べている。
真言立川流の心定は、「彼の法」集団の「髑髏本尊」を、「内法」（正しい仏の教え）どころか「外法」ですらない「邪行」だと糾弾した。心定の定義によれば、外法とは、長期的に見ればしっぺ返しを食らって痛い目に会うとはいえ、短期的には効果のある呪術のことである。外法の例としては、「高太夫が伝」＝高向公輔（817–880年）に由来すると伝承される術法などが挙げられる。しかし、髑髏本尊は「高太夫が伝」にすら見られない「邪行」であるとする。また、「彼の法」集団は偽経作りも行っていたと言われ、心定はその具体的な偽経作りの方法を推定している。
心定の証言によれば、「彼の法」集団は、大小500巻以上の聖教を持っていたと言われる。心定は異端弾圧者としての偏向がかかっているため、特に性的儀式の色合いが濃い「髑髏本尊」を問題にして書いているが、膨大な経典を持っている点からは、「彼の法」集団が「髑髏本尊」の儀式のみを語った団体とは考えにくく、「髑髏本尊」以外の記録が消失した今となっては不明だが、より広範な教義や儀式を含む団体だった可能性はある（彌永説）。
彌永の推測によれば、その後、「彼の法」集団は急速に勢力が衰え、広く取っても14世紀前半にはほぼ消滅していたのではないか、という。光宗の『渓嵐拾葉集』（14世紀前半）には、狐・犬・狸などの髑髏を所持している巫女たちがいると記されており、この頃には仏教の一派としての形を保てず民間信仰にまで零落していたことが窺え、少なくとも14世紀半ばには跡形もない状態だったと思われる。

### 宥快による批判

#### 南朝との政治闘争説
そうして実際の「彼の法」集団が既に消滅した後に現れたのが、高野山真言宗の学僧宥快（ゆうかい、1345年 - 1416年）である。この宥快が著した『宝鏡鈔』（天授元年/永和元年（1375年））によって、「彼の法」集団・立川流・後醍醐天皇の側近文観房弘真（1278年 - 1357年）が結び付けられるようになった。なぜ宥快がそのようなことをしたのかについて、本節では、宗教学研究者の彌永信美が2018年に唱えた説に従って述べる。
彌永の主張によれば、宥快には、文観という僧侶の一派を根絶したいという強い意志があったという。なぜなら、当時、日本は南北朝時代（1336–1392年）に突入していて、朝廷は南朝と北朝に分かれており、北朝方である宥快は、南朝の後醍醐天皇や後村上天皇に側近として仕えて権勢を誇った文観の一派とは、敵対していたからである。この年（1374年）には、南朝と北朝の戦いはほぼ北朝勝利で決しており、南朝方の文観派を攻撃する好機だった。加えて、文観派との論戦に勝利できれば、高野山真言宗内部での自分の地位も大きく上がるであろう、と考えたのかもしれない、という。しかし、文観は1,000巻以上もの膨大な仏教学的著作を残した知的巨人であり、その学説に正面から対抗するのは簡単ではなかった。
彌永の説によれば、このような戦いにおいて、宥快が目を付けたのが、（本物の）立川流である。まず立川流をスケープゴートとして邪教の烙印を押し、それから文観が立川流所属の人間であることにすれば、文観派を一括して排除しやすくなり、正面から論戦しなくてもレッテル貼りで勝利することができるのである。犠牲にするのは立川流ではなくどれでも良かったが、立川流は真言宗全体の中で見れば弱小な法流に過ぎないので、ちょうど適していた。もし他に弱い適当な法流があれば、それを選んでいたであろう、と彌永は推測する。
もともと13世紀半ばには既に、立川流を批難するかのような徴候が一部にはあった。また、立川流の心定が「彼の法」集団の性的儀式を批判した『受法用心集』には色々と写本・刊本があり、おおよそ「守山本」に近い系統と、「高山寺本」（弘安4年（1281年）写）単独で構成される系統の、二系統に分かれている。このうち「守山本」系統では、心定が立川流の僧侶であることが明記されている（「（前略）灌頂を受け、立川の一流秘書（奥義書）悉（ことごと）く書きつくし了（おわん）ぬ」）。ところが、「高山寺本」では、「立川の」という部分が削除されており、心定の法流がわからなくなっている。しかも、「高山寺本」の末尾には恵海の『破邪顕正集』という書の一部が付録しており、この中では性的儀式を行う「彼の法」集団＝立川流なのだろうかと推測されている。よって、「高山寺本」を引用するだけで、立川流＝「彼の法」集団＝邪教の構図を作ることができるのである。なお、彌永の主張によれば、宥快は、心定が立川流であることが明記されている「守山本」系統の『受法用心集』も入手していたかような節がある。つまり、立川流に無知だったのではなく、意図的に邪教の罪を負わせた可能性も考えられるのである、という。
こうして宥快は、天授元年/永和元年（1375年）、『宝鏡鈔』を著して、文観やその他の敵対法流を批判した。この書はしばしば「立川流の文観」を批判したものと紹介される。ところが、実は、宥快は「文観は立川流の人である」などとは一言も本文中で述べていない。宥快は、たとえば「弘真流（文観派）の書籍は（中略）多く大和の国や越中の国に存在する（後略）」という文の直後に、「立川流もまた（中略）越中と大和の国に多く（後略）」という文を置く。こういう書き方を繰り返すことによって、文観（およびその他の敵対法流）と立川流を直接結びつけることなく、読み手が文観派（およびその他の敵対法流）＝立川流と誤解するように仕向けた。彌永は、「著者・宥快が攻撃しようとするすべての法流を「あたかも立川流と同様に性的な邪義であるかのように」示す方法は、きわめて巧妙で、根拠薄弱な中傷に満ちたもの」と述べる。

#### 正邪弁別説
フランス出身の宗教学研究者のガエタン・ラポーもまた、2017年に発表した論文の中で、文観房弘真や立川流が邪教とされたのは、宥快の『宝鏡鈔』によるテキスト操作によるものとする。一方、なぜ宥快がそのようなことを行ったかについては、彌永信美とは別の見解を述べる。
ラポーもやはり、宥快らによる敵対派閥批判が、教義上の対立というよりは、権力抗争・政治闘争に基づくものであることを指摘する。しかし、文観個人を狙って集中攻撃したとする彌永説とは違い、ラポーは敵対派閥を満遍なく狙ったものであるとする。たとえば、宥快の『宝鏡鈔』による立川流批判のある部分では、立川流ではなく金剛王院流の実賢らが批判されている。立川流の心定は、金剛王院流の如実に学んだこともあるなど、この二つは全くの無関係とも言えないが、基本的には別の流派であるにもかかわらず、である。
ラポーの推測によれば、宥快はこのように混同しやすい複数の敵対派閥を、意図的に混同してまとめて一つの巨大な異端流派として扱うことで、個々の法流に対する教義の分析を回避した。そして、その仮想上の巨大流派が、後世に立川流と呼ばれるようになったのではないか、という。
ラポーの主張によれば、宥快の発明のおかげで、それ以降の真言宗では、「正」と「邪」の弁別を効率的にすることが可能になったという。教義の中身への分析の有る無しにかかわらず、もし、ある僧やその著作が宥快（あるいはその後継者ら）による目録や議論に現れていれば、その教義を異端的と見なすことができるのである。そして、宥快以降、第二次世界大戦終結後ごろまでの600年近く、目録そのものへの批判的分析は為されなかった。その意味において、宥快らが編み出した目録による異端批判という手法は、現代に繋がる真言宗を形成する上で、大きな貢献を果たしたのではないか、という。

### 文観・立川流のその後
こうして、文観房弘真は淫祠邪教の妖僧の烙印を押され、その一派は南朝と共に亡び、「邪僧文観と邪教立川流」のイメージは後世を支配し続けた。例えば、祐宝の 『伝灯広録  』（宝永4年（1707年））は、「上奏状」なる偽文書を引き、文観は荼枳尼天を祀って算道卜筮・呪術修験を操る「外法」の怪僧で、陰陽師や山伏と同類の者であると述べている。
スケープゴートにされた立川流の方は細々と生き延びたが、それでも江戸時代中期には絶えた。

### 文観・立川流の名誉回復
文観・立川流を邪道とみなすことの問題点は2000年以前から櫛田良洪や甲田宥吽らによって部分的に指摘されていた。しかし、「彼の法」集団（髑髏本尊の教団）・真言立川流・文観派の三つがそれぞれ別の集団であると判明し、彼らの名誉が回復されたのは、2000年代、ドイツの日本学者シュテファン・ケック(Stefan Köck)らによって本格的な史料批判が始まってからである。

## 教義

### 注意点
以下は、主に20世紀までの研究による「彼の法」集団の教義である。21世紀現在の研究水準から見れば歴史的実像とは違う可能性がある点に注意する必要がある。

### 本尊
心定の『受法用心集』によると、「彼の法」集団の本尊は荼枳尼天である。また、荼枳尼天信仰は「高太夫が伝」（高向公輔（817–880年）が創始したという伝説のある外法）から派生したものであるという説も当時あったが、心定自身は「髑髏本尊」などは「高太夫が伝」にすら見られない邪行であると批難している。

### 所依経典
「彼の法」集団が、その教義に於いて依拠する経典類は、心定の『受法用心集』によると、『瑜祇経』、『理趣経』、『宝篋印経』、『菩提心論』の「三経一論」である。

### 詳細
越前国豊原寺誓願房心定の『受法用心集』（1272年）には、「髑髏本尊」について以下のように解説されている。
- 「髑髏本尊」には大頭本尊、小頭本尊、月輪形（がちりんぎょう）の本尊の三種がある[61]。
- 髑髏は一に智者、二に行者、三に国王、四に将軍、五に大臣、六に長者、七に父、八に母、九に千頂[注釈 8][62]、十に法界髏〔ママ〕[注釈 9][63]の十種あり、選りすぐった髑髏を加工して本尊とする[62]。
- 「髑髏本尊」を造る行の間、夜ごと子丑の刻に返魂香を焚き、返魂の真言を千遍唱えなければならない[64]。

こうしてできた本尊を壇に据え、山海の珍味を供えて昼夜祀り養うこと八年にして「髑髏本尊」は成就の程度に応じて験力を顕すという。下品に成就した者にはあらゆる望みをかなえさせ、中品には夢でお告げを与え、上品には言葉を発して三世のことを語るという。
しかし、「彼の法」集団の本流におけるこの儀式の奥には別の真実が隠れているという説がある。「彼の法」集団の本流では、独自の見解として『理趣経』には本来、男性と女性の「陰陽」があって初めて物事が成ると説いている。また、この儀式に8年もの歳月がかかるのは、その過程で僧侶とその伴侶の女性が悟りを得ることがその目的だからであり、そうなればもはや髑髏本尊など必要なくなってしまう。
「彼の法」集団では、両端の片方が三鈷杵、もう片方が二鈷杵になって人形（ひとがた）にも見える金剛杵を好んで用いたとされ、流派独自の命名でその名を「人形杵」（にんぎようしょ）と呼んでいた。その後は、「彼の法」集団の弾圧に伴い誤解を受けてこの法具も姿を消し、現在、博物館などに文化財として少数が残る他は、好事家に珍重されるか「唐密」の古法の一部で知られる以外は、一般に用いられることはない。
なお、「彼の法」集団の本流における教義は、日本の陰陽道の教えを取り入れ、「陰陽」の二道により真言密教の教理を独自に発展させたもので、男女交合の体験を即身成仏の境地と見なし、男女交合の姿を曼荼羅として図現したものである。しかし、髑髏を本尊とするなどの儀式に関しては、あくまでも俗説であって、「彼の法」集団の秘儀や作法などが述べられた文献はほとんど焚書で亡失しており、「彼の法」集団に性愛教義があったとする主要な論拠はこの流派を邪流として非難した側の文書にあるため、それが真実かどうかはわからない。
「彼の法」集団の真髄は性交によって男女が真言宗の本尊、大日如来と一体になることである。
「彼の法」集団の本流において男女交合の体験、すなわちオーガズムが即身成仏の境地であると曲解されるに至ったのにはいくつかの理由がある。密教では、人間はそもそも汚れたものではないという、自性清浄（如来蔵思想）という考えがあり、『理趣経』の原文には、「妙適清浄句是菩薩位（びょうてきせいせいくしほさい）」、「欲箭清浄句是菩薩位（よくせんせいせいくしほさい）」、「適悦清浄句是菩薩位（てきえつせいせいくしほさい）」などとあり、そこには性行為を含めて、仏や菩薩の境地に至ったならば、人間の営みはすべて本来は清浄なものであると『十七清浄句』に説かれていることに起因すると考えられている。
しかし本来、理趣経の十七清浄句はそのように理解されるものではない。
また、20世紀までの文献では、「彼の法」集団は「東密（真言密教）の流れを汲む」邪宗とされたため、台密（天台宗の密教）でも玄旨帰命壇という口伝相承に愛欲を肯定する傾向が生じたとされることから、この二つはよく対比して論じられることが多い。

## ポップカルチャーへの影響
かつては「立川流」の名称で「性行為に基づく秘術を修めた魔術的秘密結社」としてフィクション（特に伝奇小説や怪奇小説）の題材とされる事が多かった。一例としては夢枕獏『魔獣狩り』、京極夏彦『狂骨の夢』、黒須紀一郎『婆娑羅太平記』、朝松健『一休暗夜行』などが挙げられる。またコンピューターゲーム『Fate/EXTRA CCC』に真言立川流(正確にはその架空の傍流『真言立川詠天流』)最後の宗主にして元宗主の娘という設定のキャラクターが登場している。